# Daugaliai
Daugaliai – kolonia na Litwie, w okręgu uciańskim, w rejonie oniksztyńskim, w gminie Androniszki. Według danych z 2011 wieś była zamieszkiwana przez 4 osoby.